# Roseline Filion
Roseline Filion (ur. 3 lipca 1987 w Laval) – kanadyjska skoczkini do wody specjalizująca się w konkurencji skoku z wieży 10 m, dwukrotna brązowa medalistka olimpijska (Londyn, Rio de Janeiro) i uczestniczka igrzysk olimpijskich w Londynie, trzykrotna medalistka mistrzostw świata, medalistka igrzysk panamerykańskich i igrzysk Wspólnoty Narodów.

## Kariera
Pierwsze zawody międzynarodowe z jej udziałem miały miejsce w marcu 2003 roku podczas zawodów Grand Prix rozgrywanych w Madrycie (pod egidą Światowej Federacji Pływackiej), wówczas Kanadyjka startowała w konkursie skoku z wieży 10 m, który ukończyła na 5. pozycji. W 2005 sięgnęła po brązowy medal mistrzostw świata w konkurencji skoku synchronicznego z wieży 10 m, natomiast w 2006 roku na igrzyskach Wspólnoty Narodów wywalczyła brązowy medal w tej samej konkurencji. Była też uczestniczką mistrzostw świata w Melbourne, ale nie zdobyła na nich medalu.
W ramach letnich igrzysk olimpijskich w Pekinie brała udział w konkurencji skoku synchronicznego z wieży. Razem z koleżanką z kadry Meaghan Benfeito wywalczyła 7. pozycję z wynikiem 305,91 pkt.
Na kolejną zdobycz medalową czekała aż do igrzysk panamerykańskich w 2011 roku, podczas zawodów w Guadalajarze sięgnęła po srebrny medal w skoku synchronicznym z wieży 10 m. W 2012 wystartowała w igrzyskach olimpijskich w Londynie, tam wystąpiła w dwóch konkurencjach (obu dotyczących skoku z wieży 10 m) – indywidualnie zajęła 10. pozycję z wynikiem 349,10 pkt, natomiast synchronicznie uzyskała razem z koleżanką z kadry Meaghan Benfeito wynik 337,62 pkt i zdobyła brązowy medal.
W 2013 została wicemistrzynią świata w konkurencji skoku synchronicznego z wieży 10 m. Z kolei rok później wywalczyła dwa medale igrzysk Wspólnoty Narodów w skoku z wieży 10 m – złoty synchronicznie i brązowy indywidualnie. W 2015 otrzymała zarówno srebrny medal mistrzostw świata (skok z wieży 10 m synchronicznie), jak i dwa medale igrzysk panamerykańskich (złoty w skoku z wieży 10 m synchronicznie, srebrny w skoku z wieży 10 m solo).
Jej karierę zwieńczył występ na igrzyskach olimpijskich w Rio de Janeiro. Tam zawodniczka wystąpiła w dwóch konkurencjach (obie dot. skoku z wieży). Indywidualnie otrzymała notę 367,95 pkt i wywalczyła 6. pozycję, natomiast do synchronicznej rywalizacji przystąpiła powtórnie z Meaghan Benfeito i uzyskała wynik 336,18 pkt dający kanadyjskiemu duetowi brązowy medal olimpijski.